# Вонзес
Вонзес (њем. Wonsees) град је у њемачкој савезној држави Баварска. Једно је од 22 општинска средишта округа Кулмбах. Према процјени из 2010. у граду је живјело 1.152 становника. Посједује регионалну шифру (AGS) 9477164.

## Географски и демографски подаци
Вонзес се налази у савезној држави Баварска у округу Кулмбах. Град се налази на надморској висини од 431 метра. Површина општине износи 36,8 km². У самом граду је, према процјени из 2010. године, живјело 1.152 становника. Просјечна густина становништва износи 31 становника/km².